# Cucerirea Angliei (film)
Cucerirea Angliei, cunoscut și ca Wilhelm Cuceritorul sau Glorie și onoare, (în franceză Guillaume le conquérant) este un film istoric franco-helveto-român din 1982, regizat de Gilles Grangier și Sergiu Nicolaescu. Rolurile principale au fost interpretate de actorii Hervé Bellon, John Terry, Emanoil Petruț, Mircea Albulescu, Marga Barbu, Amza Pellea, Enikő Szilágyi și Marina Procopie.
Filmul prezintă principalele evenimente care au marcat domnia lui Wilhelm Cuceritorul, începând cu recunoașterea sa ca duce al Normandiei (1035) și încheindu-se cu încoronarea sa ca rege al Angliei, după cucerirea acestei țări (1066). El a fost realizat inițial ca un serial de televiziune în limba franceză în șase episoade, iar în 1989 a fost realizată și o versiune cinematografică românească în două serii, care a fost difuzată în premieră în România la 13 august 1990. Unii autori au considerat acest film ca o reeditare a filmului Mihai Viteazul în variantă victorioasă.

## Rezumat
În anul 1035, înainte de a pleca într-o cruciadă la Ierusalim, ducele Robert I al Normandiei (1027-1035) (Ovidiu Iuliu Moldovan) este sfătuit de duhovnicul său, Eduard Confesorul (Emanoil Petruț), să-l proclame ca urmaș la titlu și la avere pe fiul său bastard, Wilhelm, născut dintr-o relație extraconjugală cu Arlette de Falaise (Marga Barbu). Aflați pe drumul de întoarcere, ducele Robert și alaiul său sunt măcelăriți de oamenii seniorului normand Roger I de Tosny.
După moartea tatălui său, Wilhelm este proclamat ca duce al Normandiei, el având pe atunci vârsta de numai 7 ani. Regele Henric I al Franței îl recunoaște imediat ca vasal și duce al Normandiei. Nemulțumiți de numirea ca duce a unui bastard, Roger I de Tosny (Ion Marinescu) și alți seniori normanzi (care se considerau urmași ai lui Rollon, fondatorul Ducatului Normandiei) se aliază și declanșează o serie de tulburări politice care au durat aproape un deceniu. Oștile seniorilor îl caută pe Wilhelm pentru a-l ucide, într-una din aceste ambuscade fiind omorât Gilbert de Brionne (Mircea Anghelescu), tutorele ducelui. Pentru a-l salva de bandiți, Arlette de Falaise și soțul ei, vicontele Herluin de Conteville (Amza Pellea), hotărăsc să-l trimită pe Wilhelm la o fermă de porci care aparținea de abația lui Orderic. Wilhelm trăiește ca un țăran, muncind la crescătoria de porci și la câmp. El se îndrăgostește de Edith Swanneck (Gât de Lebădă) (Marina Procopie), fiica unui nobil saxon de la curtea ducelui Normandiei. Timpul trece, iar luptele între nobilii normanzi se încheie. Wilhelm (Hervé Bellon) reapare la vârsta de 18 ani și își ia în primire ducatul, fiind recunoscut ca duce de către toți nobilii.
În acest timp, regele Hardeknud al Angliei (1040-1042) moare fără urmași, iar Marele Consiliu al Angliei condus de contele Godwin de Wessex (Mircea Albulescu) îl desemnează ca succesor la tronul Angliei pe Eduard Confesorul, fiul regelui Ethelred al II-lea cel Șovăielnic (978-1013, 1014-1016) și urmașul direct al lui Alfred cel Mare. Godwin voia coroana Angliei pentru unul din cei patru fii ai săi: Tostig (Traian Costea), Harold (John Terry), Gyrth sau Sweyn. Consiliul Angliei nu este de acord cu desemnarea lui Godwin ca rege pe motiv că nu are sânge nobil, el fiind fiu de porcar. Reprezentanții Marelui Consiliu al Angliei călătoresc în Normandia, unde trăia Eduard, și-i oferă acestuia tronul. Ducele Wilhelm își convinge unchiul să accepte coroana Angliei, promițându-i ajutor în caz de nevoie. În semn de împăcare, Godwin de Wessex, care contribuise la uciderea lui Alfred Aetheling, fratele lui Eduard, i-o oferă ca soție viitorului rege pe unica sa fiică, Edith (Violeta Andrei). Odată cu Eduard pleacă în Anglia și Edith Gât de Lebădă, iubita lui Wilhelm.
Îndrăgostit de Edith Gât de Lebădă, care locuia la castelul unchiului său din Aelfbury, Wilhelm călătorește incognito în Anglia, însoțit doar de bufonul Gollet (George Mihăiță). El este primit de regele Eduard, care-i face confesiunea că a jurat să moară fără urmași și că-l va numi pe Wilhelm ca succesor la tronul Angliei. Ducele refuză coroana spunând că el vrea să se căsătorească cu Edith, dar Eduard îl convinge că are o misiune, iar regii nu se căsătoresc din dragoste. Între timp, Edith cedează în fața avansurilor violente ale contelui Harold, fiul lui Godwin și comandantul oastei regatului, și devine amanta lui. La banchetul dat de Eduard în cinstea lui Wilhelm, Goldwin este alungat împreună cu fiii săi, iar regina este trimisă la o mănăstire.
După doi ani de la evenimentele de mai sus, la presiunea mamei sale, Wilhelm se căsătorește cu Matilda de Flandra (Enikõ Szilágyi), fiica contelui Balduin al V-lea de Flandra (Marcel Mercier). În Flandra locuia și intrigantul Godwin, al cărui fiu, Tostig, se căsătorise tot cu o fiică a contelui Balduin. Godwin se întoarce în Anglia, unde moare înecat cu un dumicat în timp ce susținea că nu e vinovat de moartea lui Alfred Aetheling.
Anii trec, iar contele Harold vine la curtea ducelui Normandiei cu o solie de la regele Eduard. El se bate cu cavalerul Wardar în turnir, folosind ca armă un ciomag, și-l învinge. Oastea lui Harold participă alături de oastea lui Wilhelm la lupta cu bretonii care atacaseră teritoriul lui Riwallon de Dol, conte de Combourg. Bretonii se predau și părăsesc domeniul Combourg, iar Wilhelm îl face cavaler pe Harold.
Aflat pe patul de moarte, Eduard Confesorul îl anunță pe arhiepiscopul Stigand (Constantin Rauțchi) că-l proclamă ca succesor la tron pe ducele Wilhelm al Normandiei. Crezând că regele delira, arhiepiscopul îl proclamă în Catedrala Westminster (construită de Eduard) ca succesor la tron pe contele Harold de Wessex. Pentru a obține asentimentul celorlalți nobili, Harold acceptă să se căsătorească cu Ealdgyth, sora contelui Morcar (Corneliu Gârbea), și devine regele Harold al II-lea al Angliei. El este excomunicat de papa Alexandru al II-lea pentru că a jurat strâmb, cerându-i-se lui Wilhelm să-i pedepsească pe saxoni.
Oastea contelui Tostig invadează comitatul York, împreună cu oastea regelui Harald al III-lea al Norvegiei. În Bătălia de la Stamford Bridge (25 septembrie 1066), regele Harald și contele Tostig sunt uciși de regele Harold al II-lea, iar invadatorii se retrag. Normanzii traversaseră deja Canalul Mânecii și debarcaseră pe teritoriul Angliei, construind fortificații pe un deal aflat la aproximativ 10 km nord de Hastings. În Bătălia de la Hastings (14 octombrie 1066), oastea normandă a lui Wilhelm a învins oastea saxonă a lui Harold. Regele Angliei a fost ucis în luptă, primind o săgeată în ochi. Contesa Gytha Thorkelsdóttir (Mihaela Juvara), văduva lui Godwin, îi cere lui Wilhelm să-i dea trupurile copiilor săi uciși, dar ducele Normandiei refuză să-i dea corpul lui Harold, spunându-i că leșul unui sperjur merită să putrezească pe locul bătăliei. Edith de Wessex (acum maica Ursula) îi cere și ea lui Wilhelm să-i dea trupul lui Harold pentru a fi îngropat și reușește să-l găsească pe câmpul de luptă.
Ajuns la Londra, Wilhelm este proclamat rege al Angliei în Catedrala Westminster, fiind recunoscut de nobilii saxoni. Populația saxonă atacă lăcașul de cult, iar normanzii ies afară pentru a-i opri. Wilhelm rămâne în biserica aproape goală și își pune singur coroana pe cap spunând: „Fie să se împlinească dorința lui Dumnezeu ca eu să fiu rege!”.

## Distribuție
- Hervé Bellon — Wilhelm Cuceritorul, fiul nelegitim al ducelui Robert I, duce al Normandiei (1035-1087) și rege al Angliei (1066-1087)[1][7]
- John Terry — Harold al II-lea (Godwinson), fiul contelui Godwin de Wessex și cumnatul regelui Eduard Confesorul, conte de Wessex și apoi rege al Angliei (1066)[1][7]
- Emanoil Petruț — Eduard Confesorul, fiul regelui Æthelred al II-lea cel Șovăielnic, vărul ducelui Wilhelm, rege al Angliei (1042-1066)[1][7]
- Mircea Albulescu — Godwin, conte de Wessex (1020-1053), tatăl reginei Edith și al regelui Harold, socrul regelui Eduard[1][7]
- Marga Barbu — Arlette de Falaise, concubina ducelui Robert I și apoi soția vicontelui Herluin de Conteville, mama lui Wilhelm[1][7]
- Amza Pellea — Herluin de Conteville, soțul Arlettei de Falaise și tatăl vitreg al lui Wilhelm, viconte normand[1]
- Enikõ Szilágyi — Matilda de Flandra, fiica contelui Balduin al V-lea al Flandrei, soția lui Wilhelm, ducesă a Normandiei (1050-1087) și regină a Angliei (1066-1083) (menționată Enikö Szilagi)[1][7]
- Marina Procopie — Edith Swanneck (Gât de Lebădă), iubita din copilărie a lui Wilhelm, prima soție a regelui Harold[1][7]
- Ovidiu Iuliu Moldovan — Robert I, tatăl lui Wilhelm, duce al Normandiei (1027-1035)[1]
- Jérôme Darmon — Wilhelm copil[1]
- Ion Marinescu — Roger I de Tosny, senior normand care se considera urmaș al lui Rollon
- Mircea Anghelescu — Gilbert de Brionne, vărul ducelui Robert și tutorele ducelui Wilhelm, conte de Eu și de Brionne (1015-1040)
- Isabelle Stephen — Edith Gât de Lebădă copil[1]
- Ernest Maftei — porcar normand cititor în stele[1]
- Vladimir Găitan — Raoul de Tesson, cavaler normand[1][7]
- Vasile Popa — cavaler normand
- Emil Hossu — cavaler normand[1]
- George Mihăiță — Gollet, prietenul din copilărie al ducelui Normandiei, devenit bufonul, consilierul și șeful serviciilor secrete[1][7]
- Ștefan Velniciuc — cavaler normand
- Traian Costea — Tostig Godwinson, fiul contelui Godwin de Wessex și fratele regelui Harold, conte de Northumbria (1055-1065)[1]
- Corneliu Gârbea — Morcar, conte de Northumbria (1065-1066), succesorul contelui Tostig[1]
- Violeta Andrei — Edith de Wessex, fiica contelui Godwin de Wessex și soția lui Eduard Confesorul, regină a Angliei (1045-1066)[1][7]
- Constantin Rauțchi — Stigand, călugăr catolic saxon, episcop de Elmham (1043, 1044–1047), episcop de Winchester (1047–1070) și arhiepiscop de Canterbury (1052–1070)[1]
- Marcel Mercier — Balduin al V-lea, conte al Flandrei (1035-1067), tatăl Matildei de Flandra[1]
- Florin Tănase — Wulfnoth Godwinson, fiul cel mai mic al contelui Godwin de Wessex
- Ion Dichiseanu — cavaler normand[1]
- Ovidiu Moldovan — Odon de Bayeux, fratele vitreg al lui Wilhelm, capelanul ducelui Normandiei și apoi episcop de Bayeux (1049-1097)[1]
- Romeo Pop — cavaler normand
- Dorin Varga — Lanfranc du Bec, călugăr benedictin normand de origine italiană, arhiepiscop de Canterbury (1080-1089)[1]
- Eusebiu Ștefănescu — nobil saxon
- Virgil Flonda — Robert de Mortain, fratele vitreg al lui Wilhelm și fratele lui Odon de Bayeux, conte de Mortain (1056-1090) și conte de Cornwall (1072-1090)[1]
- Vasile Boghiță — cavaler normand
- Mihaela Juvara — Gytha Thorkelsdóttir, nobilă daneză, soția contelui Godwin de Wessex, mama regelui Harold și a reginei Edith[1]
- Alexandru Dobrescu — cavaler saxon bătrân
- Denis Savignat — Henric I, regele Franței (1031-1060) (doar în serial)[1][7]
- Christiane Jean — Guenièvre, iubita din tinerețe a lui Wilhelm (doar în serial)[1][7]
- Sergiu Nicolaescu (doar în serial)[1]
- Geo Dobre[1]
- Adrian Mihai[1]
- Maria Pricope

## Comparație cuMihai Viteazul(1971)
Unii autori au considerat acest film ca o reeditare a filmului Mihai Viteazul în variantă victorioasă. Cei doi conducători politici și militari (Wilhelm Cuceritorul și Mihai Viteazul) sunt asemănători din anumite puncte de vedere, ei deosebindu-se prin finalitatea scopului lor. Astfel dacă victoriile lui Mihai Viteazul au stat tot timpul „sub spectrul anulării”, ducele Wilhelm este un învingător deplin.
Cele două filme se asemănă prin modul de organizare a luptelor, prin turnirul la care asistă cei doi viitori inamici (Mihai Viteazul și Sigismund Báthory, respectiv Wilhelm Cuceritorul și viitorul rege Harold al II-lea al Angliei, ambele filmate într-o poiană din apropierea Castelului Bran), prin dragostea neîmplinită a personajului principal și altele. Unul dintre elementele care contribuie la asemănarea celor două filme este secvența încoronării, ceremoniile fiind totuși diferite la nivel simbolistic. Mihai Viteazul primește coroana din mâinile mitropolitului ortodox, această ceremonie semnificând faptul că poziția politică este conferită prin voința divină. Wilhelm Cuceritorul ia singur coroana de pe masa altarului, și-o pune pe cap și-i cere episcopului să-l proclame rege, gestul său fiind un semn al superiorității puterii politice în fața celei spirituale deși expediția britanică finalizată prin Bătălia de la Hastings (1066) fusese efectuată la îndemnul Papei.

## Producție
Sergiu Nicolaescu a declarat că televiziunea TF1 a comandat realizarea unui serial istoric. Cele șase episoade au fost realizate de Studioul București și Europafilm Paris, fiind regizate de Gilles Grangier și Sergiu Nicolaescu, iar ultimul episod (cel al Bătăliei de la Hastings) a fost regizat în întregime de regizorul român. Cei doi regizori mai colaboraseră la filmul Doi ani de vacanță (1975), după romanul lui Jules Verne.
Aproape întreaga echipă tehnică a filmului era formată din români cu un regizor francez și câțiva actori și tehnicieni străini. Pe lângă sarcinile de regizor, lui Nicolaescu i-a fost încredințată oficial de către partea franceză și calitatea de producător executiv al filmului.
Filmul a fost realizat greu cu o echipă de actori francezi, completată cu actori români cu experiență, având multe decoruri construite și numeroase scene de luptă. Lupta contelui Harold cu cavalerul Wardar a fost filmată într-o poiană din apropierea Castelului Bran. Alte scene au fost filmate în Cheile Râșnoavei. După filmarea unei scene, actorul Vladimir Găitan a plecat cu calul său către grajd și vrând să ajungă mai repede a traversat într-un galop nebun o fâneață. Din cauza ploilor, un torent săpase un șanț lung de patru metri lungime și foarte adânc, iar calul nu se mai putea opri. Speriindu-se foarte tare, actorul i-a dat pinteni, iar calul a sărit în partea cealaltă. Găitan a povestit că timp de o zi și o noapte i-au tremurat picioarele.
Costumele civile au fost confecționate de pictorița Ileana Oroveanu (1925-2005), iar costumele militare de Gabriela Nicolaescu, soția regizorului român. Ileana Oroveanu a afirmat că vizitarea la vârsta de 12 ani a Parisului și a mai multor castele din Franța i-au fixat în memoria multe repere de care s-a folosit în realizarea costumelor civile din filmul Cucerirea Angliei. Ea a lucrat timp de trei luni, câte 8-9 ore pe zi, la realizarea schițelor pentru costumele civile, a adunat materialele necesare în următoarele trei luni și apoi a stat încă trei luni în atelierul de croitorie pentru a urmări execuția fiecărui detaliu.
Muzica filmului a fost interpretată de Orchestra Radioteleviziunii Române, dirijată de Iosif Conta și de corul de cameră Madrigal, dirijat de Constantin Marin. Cascadoriile au fost coordonate de Vasile Popa, iar folosirea armelor de maestrul Sterian Constantin.
Filmul a fost realizat inițial ca un serial de televiziune în limba franceză în șase episoade, fiind difuzat de postul belgian RTB în octombrie 1982, de postul francez France 3 în perioada 3 noiembrie - 8 decembrie 1982 și de TVR1 abia în 1985. Cele șase părți au următoarele titluri: 1) Le Bâtard; 2) Première victoire; 3) Mathilde; 4) Harold; 5) La Trahison și 6) La Couronne d'Angleterre. Serialul a fost difuzat pentru prima dată în România în anul 1985 de către TVR1. Versiunea cinematografică românească a filmului a fost montată în 1989 de Sergiu Nicolaescu, Anușavan Salamanian, Rodica Nițescu, Maria Neagu și Ion Mititelu. Ea a fost intitulată Cucerirea Angliei, a avut două serii cu o durată de 148 de minute și a fost difuzată în premieră în România la 13 august 1990. Istoricii de film străini au susținut că această versiune cinematografică „amputată de aproape trei ore privilegiază spectacolul, astfel încât anumite pasaje sunt incoerente”.

## Recepție
Filmul Cucerirea Angliei a avut parte de un mare succes de public, serialul francez aflându-se în vârful topului serialelor franceze din 1984. El a deținut timp de 20 de ani recordul în ceea ce privește numărul de telespectatori care au urmărit un serial difuzat de France 3.
Varianta cinematografică românească a fost vizionată de 101.054 de spectatori în cinematografele din România, după cum atestă o situație a numărului înregistrat de spectatori la filmele românești de la data premierei și până la data de 31.12.2007 alcătuită de Centrul Național al Cinematografiei.